# О’Доннелл, Дэмиен
Дэмиен О’Доннелл (англ. Damien O'Donnell) — ирландский режиссёр и сценарист.

## Биография
Дэмиен О’Доннелл родился в 1967 году в Дублине.
Окончил факультет коммуникации и средств массовой информации дублинского Coláiste Dhúlaigh College (1987).
Первыми работами в кино стали короткометражные ленты «35 Aside» и «Chrono-Perambulator», снятые на основанной Дэмиеном О’Доннеллом со своими тремя друзьями небольшой студии «Clingfilms». Далее последовал чрезвычайно успешный дебют полнометражного фильма «Восток есть Восток», собравший множество наград и номинаций престижных фестивалей и конкурсов.
Начинал работать над проектом для «Film Four», но из-за проблем с финансированием, был вынужден снять малобюджетный «Хартленд», выпущенный ограниченным прокатом в 2002 году.
Последняя работа режиссёра «Внутри себя я танцую» была признана, по версии жюри национальной кинопремии Irish Film and Television Awards, лучшим ирландским фильмом года.

## Фильмография
- 1995 — 35 Aside (короткометражный)
- 1999 — Chrono-Perambulator (короткометражный)
- 1999 — Восток есть Восток / East Is East
- 1999 — What Where (короткометражный)
- 2002 — Хартленд / Heartlands
- 2004 — А в душе я танцую / Inside I’m Dancing